# Giorno della memoria per la verità e la giustizia

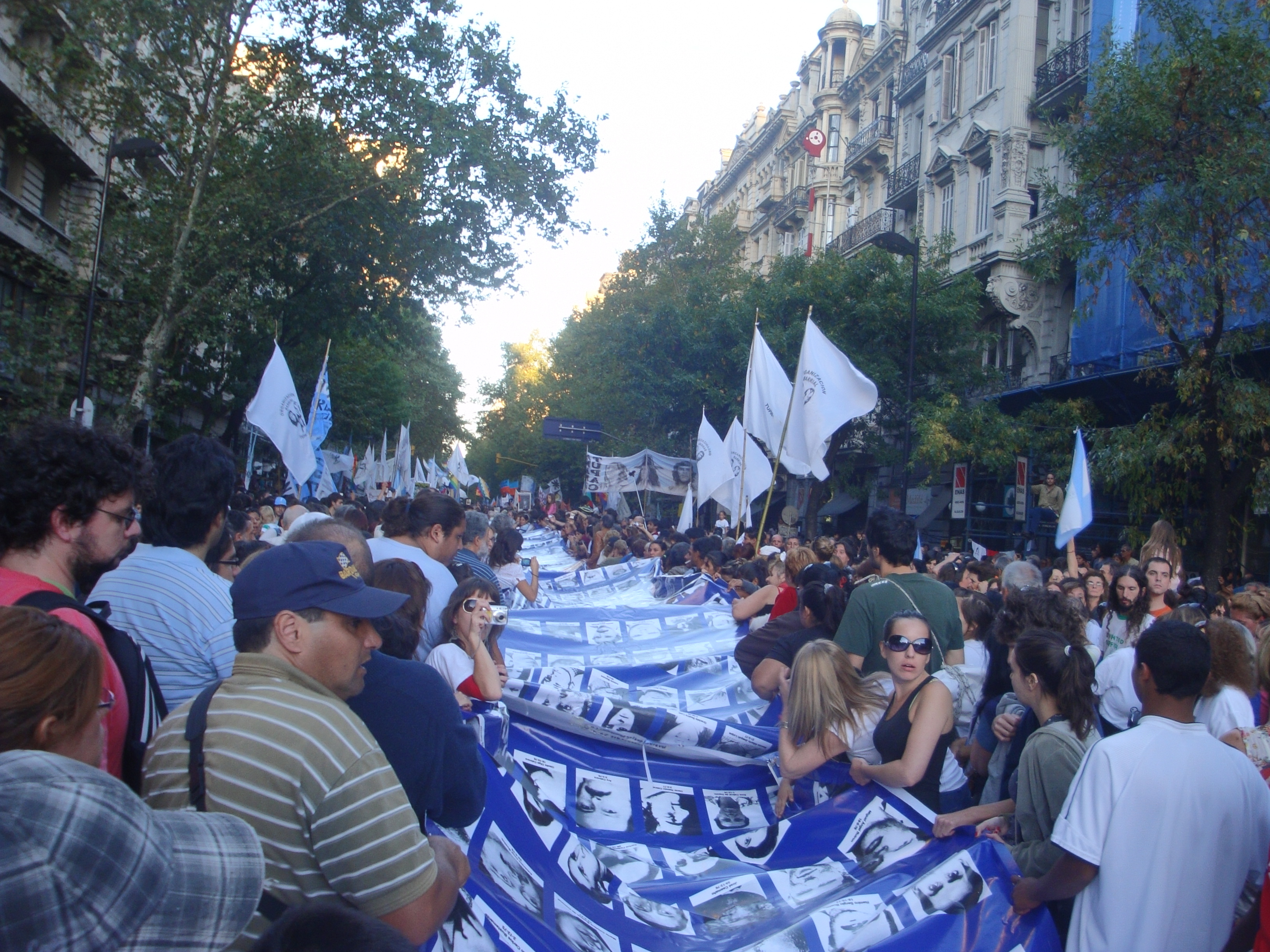
Manifestanti a Buenos Aires nel Giorno della memoria del 2011.

Il Giorno della memoria per la verità e la giustizia (in spagnolo, Día de la Memoria por la Verdad y la Justicia) è una ricorrenza laica argentina, celebrata il 24 marzo di ogni anno a commemorazione delle vittime della Guerra sporca.
Ricorre nell'anniversario del colpo di Stato del 1976, con il quale fu rovesciato il governo di Isabel Perón e instaurata la dittatura militare che avrebbe guidato il Paese sudamericano fino al 1983.
Il Giorno della memoria venne istituito dal Congresso Nazionale Argentino con la legge 1º agosto 2002, n. 25.633, promulgata dal governo il successivo 22 agosto.
Dal 2006 è una giornata non lavorativa, durante la quale, pertanto, posti di lavoro, scuole e uffici pubblici rimangono chiusi.